# Tadeusz Kubiak (poeta)

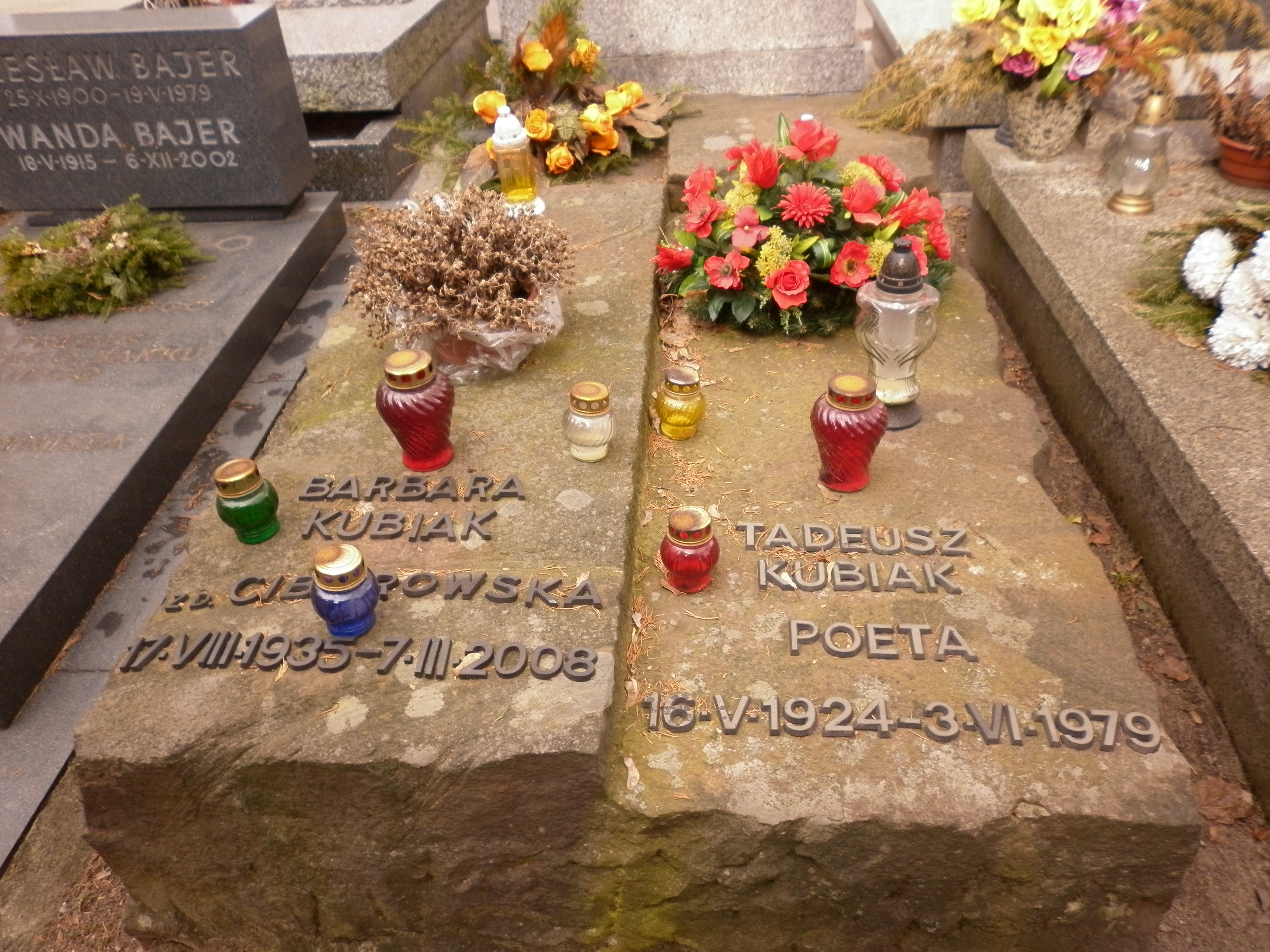
Nagrobek Tadeusz Kubiaka cmentarzu Wojskowym na Powązkach w Warszawie

Tadeusz Kubiak (ur. 16 maja 1924 w Warszawie, zm. 3 czerwca 1979 w Topoli k. Belgradu) – polski poeta, satyryk, autor utworów dla dzieci i słuchowisk radiowych.

## Życiorys
Urodził się w rodzinie Franciszka i Cecylii z domu Damięckiej, brat Zygmunta i Janusza. Uczęszczał do Gimnazjum im. Stefana Batorego w Warszawie oraz do Państwowego Gimnazjum i Liceum Ziemi Kujawskiej we Włocławku.
W czasie okupacji niemieckiej przebywał w Warszawie i uczył się na tajnych kompletach gimnazjalnych. Brał udział w pracy konspiracyjnej w szeregach Związku Walki Zbrojnej, a potem Armii Krajowej. Założył w 1943 wraz z kolegami pismo konspiracyjne „Jutro Poezji”, na którego łamach pod pseudonimem Tadeusz Rawicz debiutował wierszami Hej! Kwiatami, Ludzie bezdomni i Nam trzeba umieć!
Po wojnie zdał maturę w Gimnazjum im. Joachima Chreptowicza w Ostrowcu Świętokrzyskim i rozpoczął studia polonistyczne na Uniwersytecie Jagiellońskim w Krakowie. Wstąpił do Związku Niezależnej Młodzieży Socjalistycznej. W latach 1945–1946 był członkiem grupy literackiej Zespół Młodych „Inaczej”. W 1946 pracował w redakcji „Żołnierza Polskiego” w Krakowie; z pismem tym współpracował stale do 1957. W styczniu 1947 przeniósł się do Warszawy, gdzie kontynuował studia na Uniwersytecie Warszawskim i pracował w redakcjach czasopism „Pokolenia” oraz „Po prostu”.
Od 1948 pracował w redakcji poetyckiej Polskiego Radia; był autorem licznych słuchowisk, adaptacji radiowych oraz Radiowego Kabaretu Poezji. Od 1949 był członkiem Związku Literatów Polskich. Wydawał zbiory wierszy, tworzył poematy, tłumaczył z języka rosyjskiego, a potem serbsko-chorwackiego, pisał utwory dla dzieci i młodzieży. Publikował m.in. w „Nowej Kulturze” (1950–1963), „Życiu Literackim” (od 1951), „Przeglądzie Kulturalnym” (1952–1958), „Świecie” (1952–1969), „Płomyczku” (od 1953/54), „Kulturze” (od 1963), „Tygodniku Kulturalnym” (od 1971), „Expressie Wieczornym” (od 1977). Był autorem tekstów pieśni masowych, piosenek żołnierskich i rozrywkowych. Był jednym z najważniejszych reprezentantów środowiska tzw. „Pryszczatych”. Pryszczaci za główne zadanie literatury uznawali aktywne popieranie "władzy ludowej" w narzucaniu polskiemu społeczeństwu światopoglądu komunistycznego. Literatura miała zostać całkowicie podporządkowana nowej, komunistycznej władzy, stać się polem walki klasowej i rozprawy z „wrogami rewolucji”, zgodnie z jej sowieckim wzorem.
Od 1947 był mężem Danuty z domu Szymańskiej (1926–2012). Ojciec artystki Małgi Kubiak.
Zmarł na zawał serca w Jugosławii, gdzie miał wydać wybór wierszy. Pochowany na cmentarzu Wojskowym na Powązkach w Warszawie (kwatera B37-2-10).

## Twórczość

### Poezja
- 1944 – Eskadra i Gałązka rozmarynu
- 1948 – Słowo pod żaglem
- 1949 – Rzecz o trasie W-Z
- 1951 – Serce Partii
- 1955 – Pierścienie
- 1959 – Trędowaty u wrót raju
- 1960 – Zdjęcie maski
- 1961 – Fantasmagorie
- 1964 – Ikaryjskie morze
- 1966 – Opisanie człowieka i Piąta twarz Światowida
- 1968 – Los wielokrotny
- 1969 – Kraina pierwsza
- 1971 – Wierzby polskie
- 1973 – Wiersze i obrazy
- 1974 – Wzajemność
- 1979 – Ta srebrna dziewczyna
- Nasz powszedni
- Od słowa do słowa
- Opisanie człowieka
- Piąta twarz Światowida
- Pisanie pamiętnika
- Przypomnienia wiosenne 1978-1979
- Za wschodzącym słońcem
- Zdjęcie maski

### Piosenki
- 1948 – Piosenko ma (muz. Henryk Swolkień)
- 1949 – Czołgiści (Aleksander Gardan)
- 1949 – Marynarze SP (Erjan właśc. Jan Ernst, Jan Ołów)
- 1949 – Nasze skrzydła (W. Pozniak)
- 1950 – Nie bój się Magdalenko (A. Klon)
- 1950 – Pieśń o tym ja niosę światu (A. Klon)
- 1950 – Piosenka o przyjaźni (Władysław Szpilman)
- 1950 – Gdy zaświecą latarenki (Andrzej Markowski)
- 1951 – Po zielonym moście (Wacław Lachman)
- 1952 – Ptaku srebrnopióry (Władysław Szpilman)
- 1952 – Piosenka mariensztacka (z Arturem Międzyrzeckim – W. Szpilman)
- 1952 – Warszawa śpiewa (Władysław Szpilman)
- 1953 – Od Różana trakt (Alfred Gradstein)
- 1954 – Spotkanie z Warszawą (A. Gradstein)
- 1954 – Z wszystkich bliskich miast (Jerzy Gert)
- 1954 – Jesienna piosenka (A. Markowski)
- 1955 – Walc piaskarzy (ze Stanisławem Ziembickim – Jan Różewicz)
- 1957 – Czerwona czapeczka (Adam Markiewicz)
- 1959 – Marysiu, hej! (Jan Ołów)
- 1959 – Monica (A. Markiewicz)
- 1960 – Przez pole, przez las (Witold Rudziński)
- 1960 – Najpiękniejsza, najzgrabniejsza (z Juliuszem Głowackim – Romuald Żyliński)
- 1960 – Latarnie warszawskie (Władysław Szpilman)
- 1962 – Pamiętaj o mnie, miła (H. Swolkień)
- 1963 – Żołnierski szary płaszcz (J. Ołów)
- 1968 – Wiatr – wiosenny gitarzysta (Krzysztof Sadowski)
- 1968 – Skończona gra (Władysław Szpilman)
- 1968 – Ja jestem twoja (Władysław Szpilman)
- 1969 – Kwiaty ojczyste (Czesław Niemen)
- 1973 – Księżyc i róże (Bogusław Klimczuk)
- 1975 – Tu wszędzie (Marek Sewen)
- 1975 – Żołnierska róża (Adam Walaciński)
- 1977 – Tango z tamtych dni (Aleksy Krauzowicz)
- 1978 – Jest w Warszawie mogiła (Marek Sewen)
- 1978 – Napisz do mnie miła (Marek Sewen)
- 1978 – Pan mnie pokochał (Marek Sewen)
- Nad Donem i Wisłą (Emil Sojka)
- Dziewczyno moja
- Śpiew Dla Ojczyzny
- Świat ma na imię Ty

### Literatura dziecięca
- Biegały ptaszki
- Bajka o śnieżnym królu
- Bieżnie w słońce wiodą
- Cztery kółka
- Gdy miasto śpi
- Gdy zakwitną krokusy
- Gdy zapadnie noc
- Kocham ciebie, mamo
- Kolorowy spacer
- Koń by się uśmiał
- List do Warszawy
- Majowa piosenka
- Majowe kwiaty
- Mam 3 lata: wiersze dla dzieci
- Moje marzenia
- Ołowiany dobosz
- Prawie piosenka, prawie muzyka
- Ptasie ulice
- Skrzaty ciotki Agaty
- Słoń w sklepie z porcelaną
- Śmiejmy się
- Śpiewam ptakom
- Ta srebrna dziewczyna
- Tęczowa parasolka
- To kwiaty dla żołnierza
- W kraju Baj-Baju
- Wakacje... wakacje... wakacje...
- Warszawskim statkiem
- Wycinanki-śpiewanki
- Zaczarowane konie
- Zima

## Ordery i odznaczenia
- Krzyż Komandorski Orderu Odrodzenia Polski (pośmiertnie)[2]
- Krzyż Kawalerski Orderu Odrodzenia Polski (1954)[1]

## Nagrody
- dwa wyróżnienia za teksty pieśni masowych w konkursie Ministerstwa Kultury i Sztuki (1949)
- Nagroda Związku Literatów Polskich (1950)
- Nagroda Stowarzyszenia ZAiKS i Komitetu do Spraw Radia i Telewizji za twórczość radiową (1963)
- Nagroda Komitetu do Spraw Radia i Telewizji za twórczość poetycką i popularyzację poezji (1975)
- Nagroda Prezesa Rady Ministrów za twórczość artystyczną dla dzieci i młodzieży (1978)

Źródło:.